# Saint-Nizier-d'Azergues
Saint-Nizier-d'Azergues est une commune française, située dans le département du Rhône en région Auvergne-Rhône-Alpes.

## Géographie
Situé dans les monts du Beaujolais  et dans la vallée d'Azergue le village est dispersé en plusieurs hameaux et un bourg principal.

### Climat
Pour des articles plus généraux, voir Climat d'Auvergne-Rhône-Alpes et Climat du Rhône.
En 2010, le climat de la commune est de type climat des marges montargnardes, selon une étude du Centre national de la recherche scientifique s'appuyant sur une série de données couvrant la période 1971-2000. En 2020, Météo-France publie une typologie des climats de la France métropolitaine dans laquelle la commune est exposée à un climat de montagne ou de marges de montagne et est dans la région climatique  Nord-est du Massif Central, caractérisée par une pluviométrie annuelle de 800 à 1 200 mm, bien répartie dans l’année. 
Pour la période 1971-2000, la température annuelle moyenne est de 9,9 °C, avec une amplitude thermique annuelle de 16,7 °C. Le cumul annuel moyen de précipitations est de 967 mm, avec 11,1 jours de précipitations en janvier et 7,8 jours en juillet. Pour la période 1991-2020, la température moyenne annuelle observée sur la station météorologique de Météo-France la plus proche, « Saint-Cyr-Chatoux », sur la commune de Saint-Cyr-le-Chatoux à 10 km à vol d'oiseau, est de 10,7 °C et le cumul annuel moyen de précipitations est de 959,9 mm,. Pour l'avenir, les paramètres climatiques de la commune estimés pour 2050 selon différents scénarios d'émission de gaz à effet de serre sont consultables sur un site dédié publié par Météo-France en novembre 2022.

## Urbanisme

### Typologie
Au 1er janvier 2024, Saint-Nizier-d'Azergues est catégorisée commune rurale à habitat dispersé, selon la nouvelle grille communale de densité à sept niveaux définie par l'Insee en 2022.
Elle est située hors unité urbaine et hors attraction des villes,.

### Occupation des sols
L'occupation des sols de la commune, telle qu'elle ressort de la base de données européenne d’occupation biophysique des sols Corine Land Cover (CLC), est marquée par l'importance des forêts et milieux semi-naturels (69,8 % en 2018), une proportion sensiblement équivalente à celle de 1990 (69,9 %). La répartition détaillée en 2018 est la suivante : 
forêts (67,7 %), prairies (27,6 %), milieux à végétation arbustive et/ou herbacée (2 %), zones urbanisées (1,8 %), zones agricoles hétérogènes (0,8 %). L'évolution de l’occupation des sols de la commune et de ses infrastructures peut être observée sur les différentes représentations cartographiques du territoire : la carte de Cassini (XVIIIe siècle), la carte d'état-major (1820-1866) et les cartes ou photos aériennes de l'IGN pour la période actuelle (1950 à aujourd'hui).

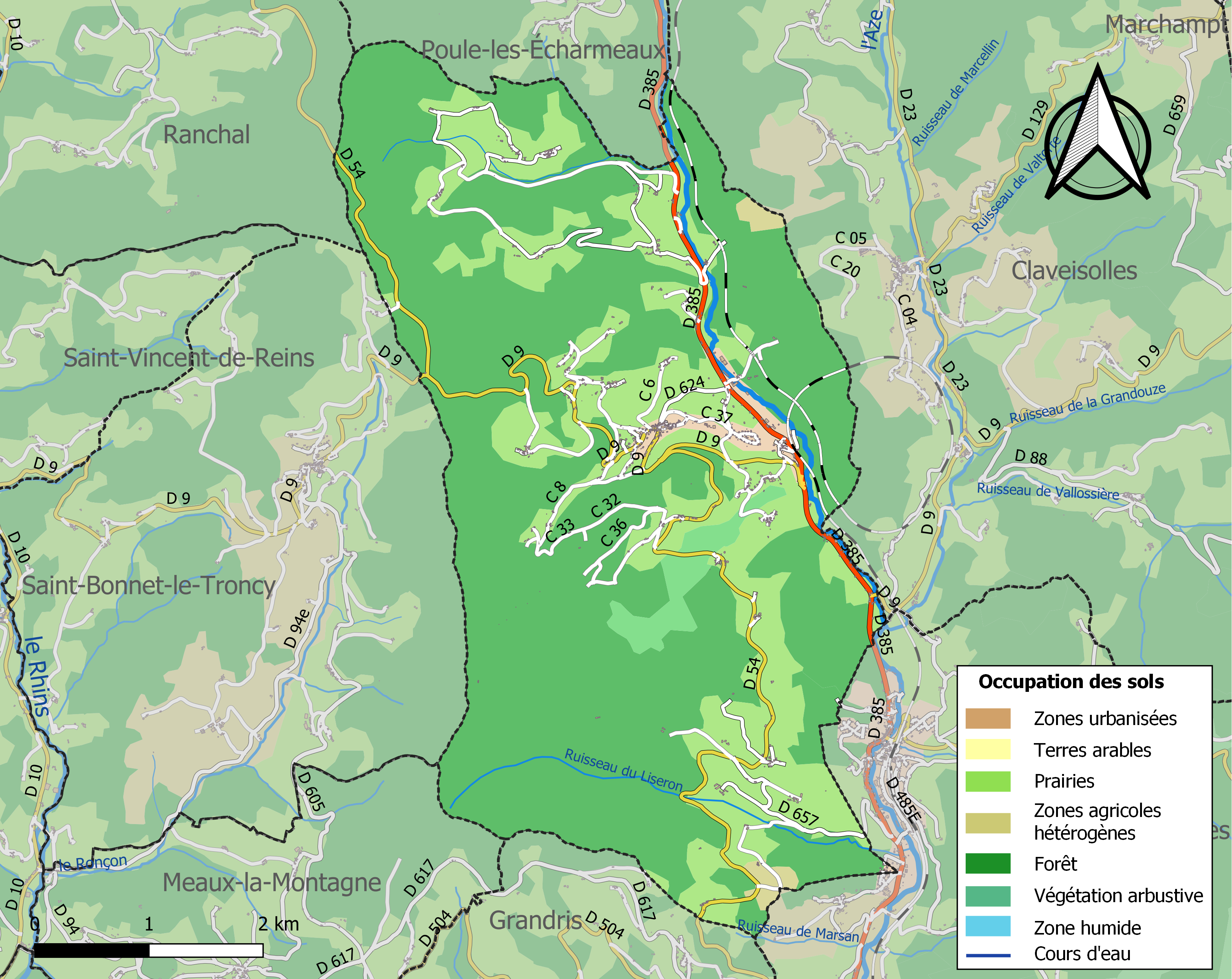
Carte des infrastructures et de l'occupation des sols de la commune en 2018 (CLC).

## Histoire
Aucune trace d'occupation n'est attestée pendant la période romaine, tant au niveau archéologique que bibliographique.

## Politique et administration

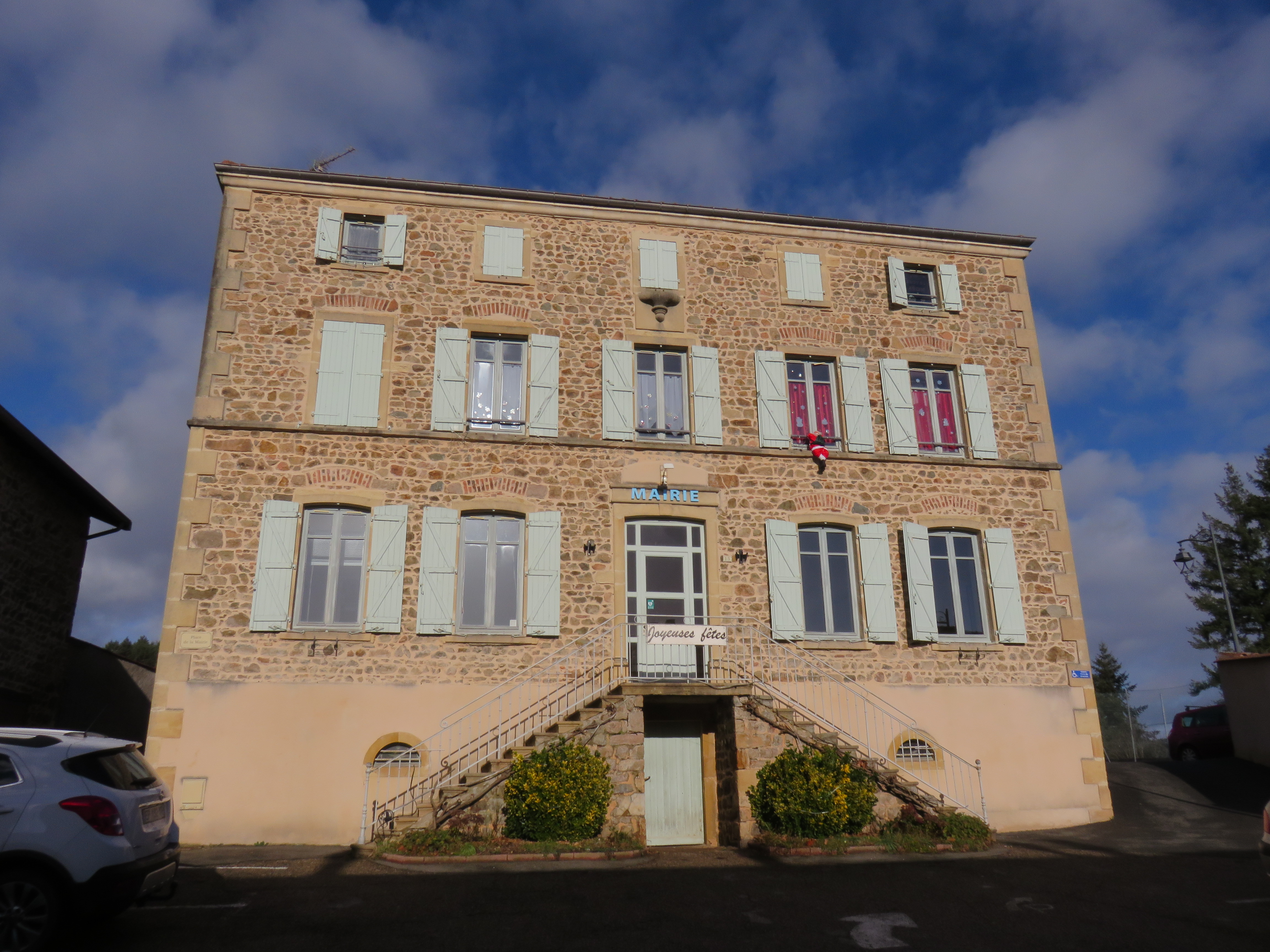
Mairie

| Période                                  | Période   | Identité             | Étiquette | Qualité |
| ---------------------------------------- | --------- | -------------------- | --------- | ------- |
| mars 2001                                | mars 2014 | Louis Ballandras     | DVD       |         |
| mars 2014                                | mai 2020  | Jean-Yves Labrosse   |           |         |
| mai 2020                                 | En cours  | Alain Dequevauviller |           |         |
| Les données manquantes sont à compléter. |           |                      |           |         |

## Démographie
L'évolution du nombre d'habitants est connue à travers les recensements de la population effectués dans la commune depuis 1793. Pour les communes de moins de 10 000 habitants, une enquête de recensement portant sur toute la population est réalisée tous les cinq ans, les populations de référence des années intermédiaires étant quant à elles estimées par interpolation ou extrapolation. Pour la commune, le premier recensement exhaustif entrant dans le cadre du nouveau dispositif a été réalisé en 2006.

En 2022, la commune comptait 776 habitants, en évolution de −2,02 % par rapport à 2016 (Rhône : +3,93 %, France hors Mayotte : +2,11 %).
| 1793  | 1800  | 1806  | 1821  | 1831  | 1836  | 1841  | 1846  | 1851  |
| ----- | ----- | ----- | ----- | ----- | ----- | ----- | ----- | ----- |
| 1 120 | 1 108 | 1 381 | 1 295 | 1 295 | 1 554 | 1 869 | 1 816 | 1 798 |

| 1856  | 1861  | 1866  | 1872  | 1876  | 1881  | 1886  | 1891  | 1896  |
| ----- | ----- | ----- | ----- | ----- | ----- | ----- | ----- | ----- |
| 1 733 | 1 660 | 1 634 | 1 587 | 1 534 | 1 526 | 1 436 | 1 535 | 1 563 |

| 1901  | 1906  | 1911  | 1921  | 1926 | 1931 | 1936 | 1946 | 1954 |
| ----- | ----- | ----- | ----- | ---- | ---- | ---- | ---- | ---- |
| 1 406 | 1 326 | 1 217 | 1 012 | 972  | 907  | 882  | 776  | 764  |

| 1962 | 1968 | 1975 | 1982 | 1990 | 1999 | 2006 | 2011 | 2016 |
| ---- | ---- | ---- | ---- | ---- | ---- | ---- | ---- | ---- |
| 681  | 675  | 554  | 552  | 580  | 641  | 674  | 706  | 792  |

| 2021 | 2022 | - | - | - | - | - | - | - |
| ---- | ---- | - | - | - | - | - | - | - |
| 784  | 776  | - | - | - | - | - | - | - |

## Culture locale et patrimoine

### Lieux et monuments
- Château de Pramenoux - Racheté par Jean-Luc Rasse industriel. Restauration entreprise dès 1998. (Privé)
- Boucle de Claveisolles : la ligne de chemin de fer de Paray-le-Monial à Givors-Canal effectue une boucle hélicoïdale au niveau des communes de Claveisolles et Saint-Nizier-d'Azergues, ceci afin de respecter une déclivité maximale de 1,1 % (monter sur moins de 5 km de 50 m), passant de 400 m à l'entrée de la commune à 460 m à sa sortie. En venant de Lyon, la boucle passe par le tunnel de Claveisolles reliant les deux vallées de l'Azergues d'ouest en est, arrivant ainsi en gare de Claveisolles, et revient ensuite vers Saint-Nizier après être passé d'est en ouest par le tunnel de Vigue, et franchissant ensuite cinq viaducs pour fermer la boucle.

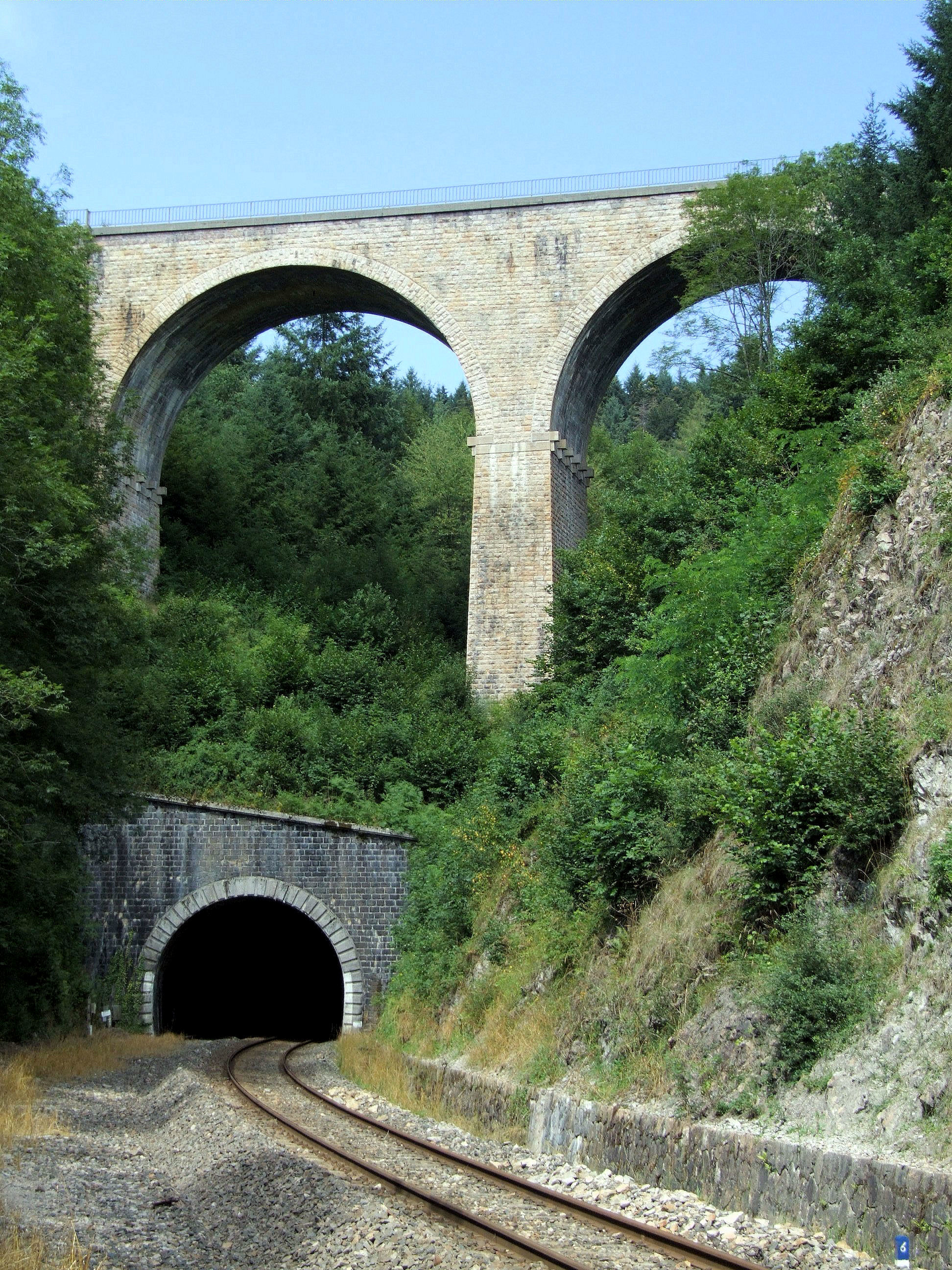
Entrée du tunnel de la boucle de Claveisolles, du côté de Saint-Nizier-d'Azergues, surplombé par le viaduc de la Boucle.
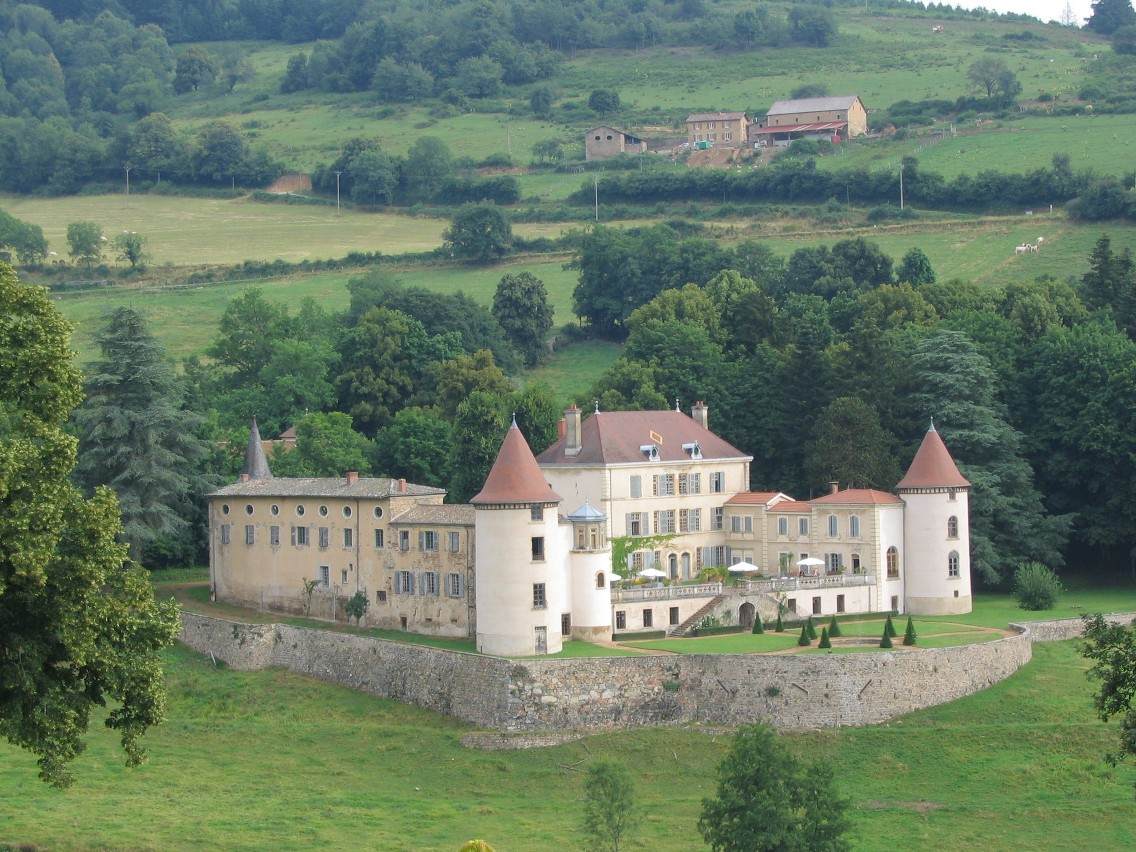
Le château de Pramenoux.
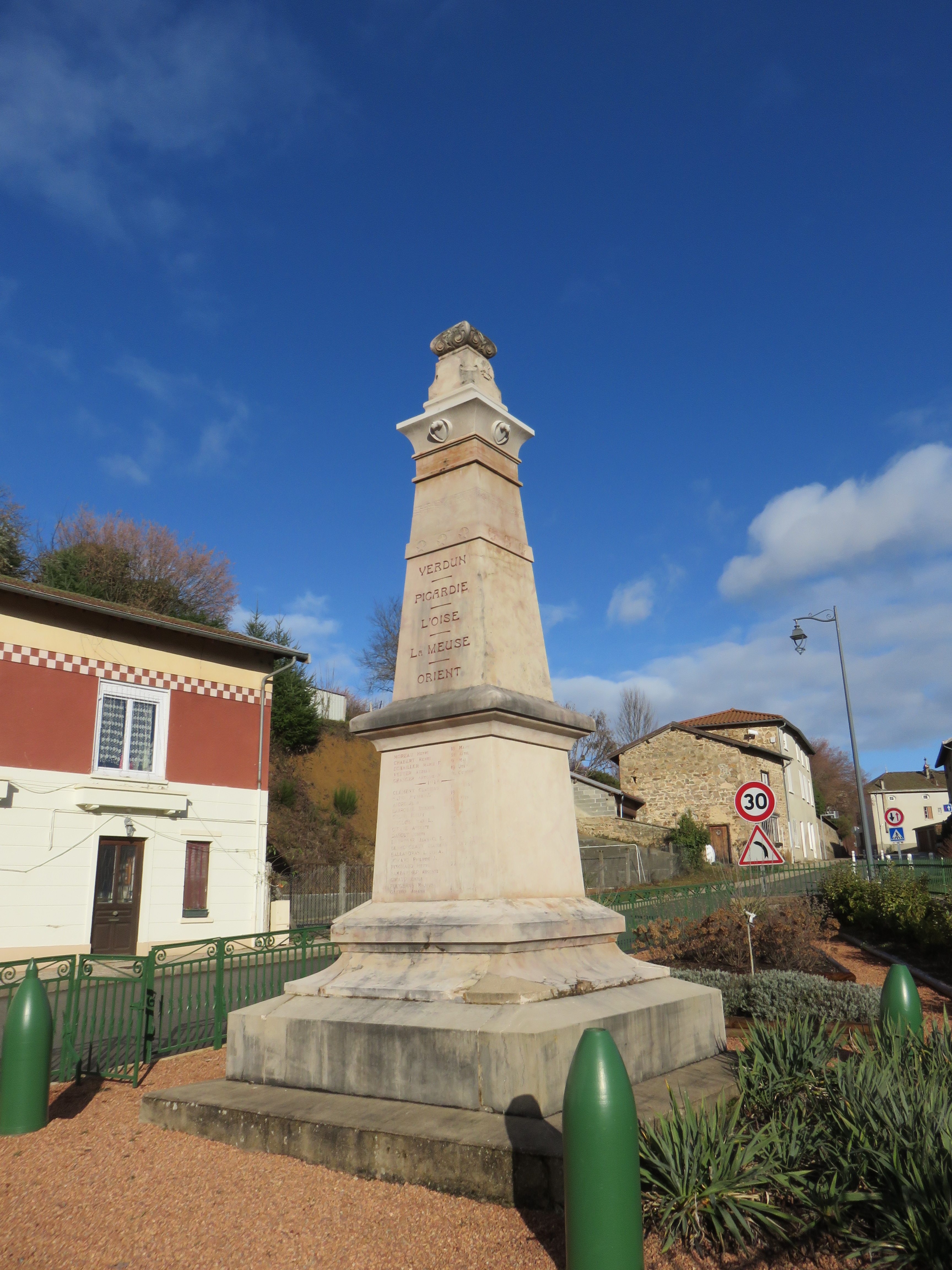
Le monument aux morts.

### Héraldique
| Blason de Saint-Nizier-d'Azergues | Blason  | D'or à l'aigle bicéphale de gueules.             |
| Blason de Saint-Nizier-d'Azergues | Détails | Le statut officiel du blason reste à déterminer. |